# Кизилегіс
Кизилегі́с (каз. Қызылегіс) — село у складі Зерендинського району Акмолинської області Казахстану. Адміністративний центр Кизилегіського сільського округу.
Населення — 233 особи (2021; 349 у 2009, 541 у 1999, 855 у 1989).
Національний склад станом на 1989 рік:
- казахи — 72 %.